# Castillo de Torre Venzala
El castillo de Torre Venzala, Torre Benzala, o también Torre Benzalá, es un castillo rural medieval que se encuentra situado en el municipio de Torredonjimeno, en la provincia de Jaén (España), a unos 9 km de la localidad, por la carretera Martos-Porcuna. Está protegido de forma general mediante el decreto de 22 de abril de 1949, que gracias a la ley de 1985 pasa a ser Bien de Interés Cultural. Con anterioridad, en el decreto de 15 de junio de 1972 fue declarado de utilidad pública.

## Descripción
Está situado sobre la cima del cerro Ben-Zala, a 544 metros sobre el nivel del mar. Queda situado al norte del Cortijo del Marqués, a 430 metros. Este promontorio se encuentra rodeado de olivares, en el paraje de Aldea Las Casas, y cercano a las ruinas de la ciudad romana de Bastora. Actualmente sólo subsiste un torreón de planta cuadrada, de mampostería, un montículo que podría albergar los restos de una mota y vestigios de obras de fortificación de tierra. Abundan en el entorno los restos de cerámica medieval. Se ha podido constatar por medio de estudio fotogramétrico la reutilización de material lapídeo de época romana para la construcción existente en pie.
En el siglo XVII, algunos autores como Jimena Jurado lo describían como un despoblado con algunos cortijos y un castillo, que tenía forma triangular, con torreones en los vértices (uno de los cuales es el que aún subsiste) y una torre del homenaje en el centro.
Se ha datado en la época inmediatamente posterior a la conquista castellana y al Pacto de Jaén, existiendo constancia documental de que, en 1347, aún estaba poblado.
De este castillo se conservan los restos de la cimentación de una torre de grandes dimensiones, que pudo ser la del homenaje, así como un montículo que podría albergar restos y otros vestigios. Se conservan algunos paramentos de argamasa, pero el conjunto está muy deteriorado.
En el entorno son abundantes los restos de cerámica medieval, junto a las de la Edad del Cobre-Bronce, ibéricas y romanas. Se tienen noticias de la aparición de sarcófagos de plomo, monedas y esculturas en este yacimiento arqueológico.
En el año 2021, se realizó un levantamiento fotogramétrico con RPAS/Dron, que documenta y confirma la autenticidad de la documentación histórica del autor Jimena Jurado, aunque realizándose nuevas aportaciones sobre Torre Benzalá.